# Camptomyia maxima
Camptomyia maxima är en tvåvingeart som beskrevs av Boris Mamaev 1961. Camptomyia maxima ingår i släktet Camptomyia och familjen gallmyggor. Arten har ej påträffats i Sverige. Inga underarter finns listade i Catalogue of Life.